# Frances Hodgson Burnett
Frances Hodgson Burnett (Manchester, 24 de novembro de 1849 - Plandome Manor, 29 de outubro de 1924) foi uma escritora e dramaturga inglesa, muito conhecida por seus livros infantis, especial O Jardim Secreto, 1911.

## Biografia

### Primeiros anos
Frances nasceu na Rua York, 141, no bairro de Cheetham, em Manchester, em 1849. Era a terceira entre os cinco filhos de Edwin Hodgson, um ferreiro de Doncaster e sua esposa Eliza Boond, de uma família abastada de Manchester. A família possuía um negócio próspero, vendendo ferragens e artigos de cobre, vivendo confortavelmente, com empregadas e cozinheiras. Frances tinha dois irmãos mais velhos e duas irmãs mais novas.
Em 1852, a família se mudou da rua York para uma casa espaçosa com terraço perto da igreja de St. Luke. Pouco depois, no mesmo ano, Eliza ficou grávida do sexto filho, mas Edwin sofreu um AVC e morreu subitamente, deixando a família sem renda. A avó materna ajudou na criação dos filhos, enquanto a mãe cuidava dos negócios da família. Com a avó, Frances ganhou livros e desenvolveu o gosto pela leitura. Pela falta de dinheiro, Eliza foi obrigada a se mudar com a família para a casa de parentes em Pendleton, na região metropolitana de Manchester.
Por cerca de um ano, Frances frequentou uma escola de etiqueta para meninas, onde ela viu um livro que falava sobre fadas pela primeira vez. Quando sua mãe mudou a família mais uma vez para Salford, Frances lamentou perder o jardim da grande casa onde moravam e as flores lá cultivadas. A nova casa ficava agora em uma área pobre e super populosa. Frances sempre teve grande imaginação, escrevendo histórias em seus velhos cadernos. Um de seus livros favoritos era A cabana do pai Tomás, de Harriet Beecher Stowe. Frances passou várias horas encenando passagens deste livro.
Frances e seus irmãos estudaram em uma escola mista e ela foi logo descrita por seus professores como precoce e romântica. Tinha uma vida social bastante ativa e adorava contar histórias para seus amigos e primos. Sua mãe era uma de suas principais ouvintes, assim como seus irmãos. Frances estudou na escola mista até fazer 15 anos.
A economia de Manchester dependia quase que exclusivamente do algodão, que foi arruinada pela crise da indústria entre 1861 e 65 causada pela Guerra de Secessão. Em 1863, sua mãe Eliza foi forçada a vender o negócio da família e se mudar com a família mais uma vez, desta vez para uma casa ainda menor e Frances não mais voltou à escola. O tio de Frances, William Boond, perguntou se a irmã e seus sobrinhos não gostariam de morar com ele em Knoxville, no Tennessee, onde ele vinha tendo uma vida confortável. Eliza, por fim, aceitou a oferta do irmão e em 1865, a família emigrou para os Estados Unidos. Eliza ainda mandou que Frances queimasse seus cadernos e suas histórias fantasiosas.

### Tennessee

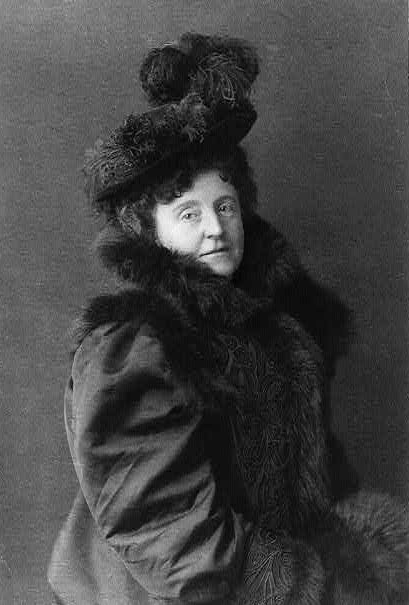
Frances Hodgson Burnett, data incerta (1890–1910)

Com o fim da Guerra de Secessão e o fim de grande parte do comércio da região, seu tio perdeu boa parte do dinheiro e acabou incapaz de ajudar a família recém-chegada aos Estados Unidos. Eles foram morar em uma cabana em New Market, onde passaram o primeiro inverno. Depois se mudaram para uma casa em Knoxville. Perto deles morava a família Burnett e Frances ficou amiga de Swan Burnett, que a apresentou a livros de autores como Charles Dickens, Sir Walter Scott e William Makepeace Thackeray. Os dois ficaram amigos rapidamente, mas ele acabou indo para a faculdade em Ohio.
Frances acabou usando sua habilidade na escrita para ganhar dinheiro. Sua primeira história foi publicada no Godey's Lady's Book em 1868. Depois disso, ela publicaria regularmente também no Scribner's Monthly, Peterson's Magazine e na Harper's Bazaar. Ela queria se livrar da pobreza que assolou a família e se tornou uma escritora prolífica, escrevendo constantemente pelos próximos 5 anos, sem se preocupar com a qualidade de seu trabalho. Assim que seu primeiro trabalho foi publicado, quando ela nem tinha completado os 18 anos, Frances não mais parou. Em 1869, ela juntou dinheiro suficiente para mudar a família para uma casa melhor, ainda em Knoxville
Uma das cidades mais famosas de que ela morou
Sua mãe morreu em 1870 e depois de dois anos suas duas irmãs e um de seus irmãos se casaram. Embora ela tenha continuado amiga de Swan Burnett, nenhum dos dois tinha pressa em se casar.

### Casamento
Com renda fixa por seu trabalho como escritora, ela voltou à Inglaterra em 1872 e depois foi para Paris, tendo finalmente concordado em se casar com Swan. Em Paris, ela encomendou um vestido de casamento de alta costura e mandou para o Tennessee. Ao voltar para casa, ela tentou postergar o casamento o máximo possível, esperando o vestido chegar, mas Swan insistiu que eles deveriam se casar o mais rápido possível e assim o fizeram em setembro de 1873. Cerca de um ano depois ela deu à luz a seu primeiro filho, Lionel, em setembro de 1874, tendo passado o ano trabalho em seu primeiro livro, That Lass o' Lowrie's.
O casal quis deixar Knoxville, já que a escrita vinha rendendo o suficiente para que pudessem viver com conforto e se mudar para Paris, onde Swan queria concluir os estudos em medicina e se tornar especialista em olhos e garganta. O nascimento de seu segundo filho os forçou a ficar nos Estados Unidos. Frances queria uma menina, mas nasceu um segundo menino e ela adaptou o nome feminino para o masculino, nomeando-o Vivian. A família continuou a depender quase que exclusivamente do dinheiro que ela ganhava escrevendo e às vezes, para economizar, ela costurava as roupas dos filhos.

### Washington, D.C.

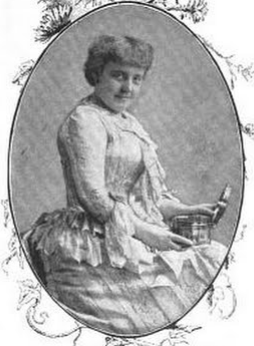
Frances Hodgson Burnett (1890)

Depois de morar em Paris por dois anos, a família se mudou para Washington, D.C., onde Swan, já formado em medicina, decidiu abrir um consultório. Porém ele estava com uma grande dívida estudantil, então Frances foi obrigada a morar com os sogros enquanto ele se estabelecia na capital. Em 1877, ela recebeu um convite para publicar That Lass o' Lowrie's assim como outros livros da série e por volta dessa época, seu marido se tornaria agente. O livro recebeu boas críticas e os direitos foram vendidos para uma edição inglesa. Pouco depois da publicação, ela se mudou para Washington para se juntar ao marido.
Frances continuou a escrever, tornando-se rapidamente conhecida no meio literário da cidade. Apesar das dificuldades em criar a família em uma nova cidade, Frances começou a trabalhar em um novo livro, Haworth's, que foi publicado em 1879, bem como adaptou seu livro That Lass o' Lowrie's para o teatro, em resposta a uma peça não autorizada encenada em Londres. Após uma visita a Boston, em 1879, onde ela conheceu Louisa May Alcott e Mary Mapes Dodge, editoras da revista infantil St. Nicholas, Frances começou a escrever livros para crianças. Pelos próximos 5 anos, ela publicou vários contos e novelas na revista, sem deixar de escrever romances adultos. No entanto, a pressão para manter uma casa, educar e cuidar dos filhos e do marido, manter um calendário de escrita e entregas de peças e novas obras acabaram levando-a à exaustão e por consequência à depressão.
Em pouco tempo, Frances ficaria bastante conhecida na sociedade americana e nas tardes de terça-feira ela reunia intelectuais e políticos para saraus em sua casa. Swan se estabeleceu como um médico competente, mas sua renda era ainda bastante inferior à da esposa, então ela não podia parar de escrever. Porém, Frances estava constantemente doente, sofrendo com o calor da capital, saindo da cidade sempre que possível. Por volta de 1880, ela começou a se interessar por ocultismo, misticismo e teosofia, que acabaram incorporados à sua escrita.
Em 1884, ela começou a trabalhar em Little Lord Fauntleroy, publicando-o no formato de livro em 1886. O livro recebeu boas críticas e se tornou o mais vendido nos Estados Unidos e na Inglaterra, tendo sido traduzido para 12 idiomas e assegurando uma grande reputação para Frances como escritora, especialmente de livros infantis. Em 1888, ela ganhou um processo na Inglaterra pela peça não-autorizada de Little Lord Fauntleroy, estabelecendo um precedente que foi incorporado à lei inglesa de direitos autorais em 1911. Ela acabou escrevendo a peça oficial do livro, que foi encenada em Londres e acabou lhe rendendo mais dinheiro do que o livro em si.

### Retorno à Inglaterra
Em 1887, Frances viajou para a Inglaterra para o jubileu de ouro da Rainha Vitória, junto dos dois filhos, onde visitaram locais turísticos e museus. O calor e as multidões de turistas a fizeram ficar doente, e ela passou vários dias deitada. Ao se recuperar, ela passou o inverno em Florença, onde escreveu The Fortunes of Philippa Fairfax, seu único livro publicado na Inglaterra e não nos Estados Unidos. Foi quando ela começou a peça Sara Crewe, mas depois decidiu reescrevê-la para forma de livro com o título de A Princesinha.
Em dezembro de 1890, seu filho mais velho Lionel morreu devido à tuberculose em Paris, o que afetou Frances grandemente, inclusive em sua escrita. Antes de sua morte, ela o levou a vários médicos e a casas de repouso no campo, mas com a morte do primogênito, ela caiu na depressão, escrevendo para um amigo que sua escrita era insignificante quando comparada com a tarefa de ser mãe de seus dois meninos. Ela voltou para Londres, onde começou a trabalhar com caridade. Depois de 2 anos longe de casa, ela decidiu voltar para Washington, D.C. em março de 1882, onde continuou seu trabalho com caridade e voltou a escrever. Em 1883, ela publicou sua autobiografia, dedicada ao filho mais velho.

### Divórcio
Frances voltou a Londres em 1894, onde soube que seu filho mais novo ficou doente, então ela voltou rapidamente para casa. Ele acabou se recuperando, mas perdeu o primeiro semestre na Universidade Harvard. Frances ficou com o filho até que ele se recuperasse e então voltou a Londres. Nessa época, Frances começou a se preocupar com dinheiro. Ela vinha pagando pelos estudos do filho em Harvard, mantinha uma casa em Washington D.C., sendo que seu marido tinha se mudado para um apartamento próprio e mantinha uma casa em Londres. Assim, ela se voltou mais uma vez para a escrita para fazer dinheiro rápido, onde escreveu A Lady of Quality, publicado em 1896, que se tornou o primeiro de uma série de livros históricos.
Quando Vivian se formou em 1898, Frances se divorciou de Swan Burnett. Apesar do divórcio sair neste ano, o casal já vinha ensaiando a separação definitiva havia muitos anos. Swan comprou um apartamento próprio, ficou dois anos separado e enfim eles puderam se divorciar. A imprensa não foi suave nas críticas feitas à Frances por ocasião de seu divórcio, chamando-a de "nova mulher" e que suas ideias sobre os deveres de esposa e os direitos da mulher teriam interferido no casamento.
Na década de 1890, Frances viveu em Great Maytham Hall, uma casa de campo nos arredores de Rolvenden, no distrito de Kent, onde ela podia passar bastante tempo no jardim. Ainda assim, ela viajava várias vezes por ano para os Estados Unidos. Em Rolvenden, Frances fez amizade com os camponeses e sempre recebia convidados em sua casa. O ator Stephen Townsend, que encenou algumas de suas peças, se mudou para sua casa, o que foi um grande escândalo para a época. Em fevereiro de 1900, os dois se casaram.

## Morte
Frances morreu em 20 de outubro de 1924 e foi sepultada no cemitério Roslyn. Seu filho Vivian foi enterrado ao seu lado quando ele morreu em 1937.

## Obras
- That Lass o' Lowrie's (1877)
- Lindsay's Luck (1878)
- Haworth's (1879)
- Louisiana (1880)
- A Fair Barbarian (1881)
- Esmerelda (1881), with William Gillette[6]
- Through One Administration (1883)
- O pequeno lorde - no original Little Lord Fauntleroy (1886)
- Sara Crewe ou What Happened at Miss Minchin's (1888)
- Editha's Burglar: A Story for Children (1888)
- The Fortunes of Philippa Fairfax (1888)
- The Pretty Sister of José (1889)
- The Drury Lane Boys' Club (1892)
- The One I Knew the Best of All: A Memory of the Mind of a Child (1893)
- Little Saint Elizabeth, and Other Stories (1893)
- Two little pilgrims' progress. A story of the City Beautiful (1895)
- A Lady of Quality (1896)
- In Connection with the De Willoughby Claim (1899)
- The Making of a Marchioness (1901)
- The Land of the Blue Flower (1904)
- A princesinha - no original A Little Princess: Being the Whole Story of Sara Crewe Now Told for the First Time (1905)
- Queen Silver-Bell (1906)
- Racketty-Packetty House (1906)
- The Shuttle (1907)
- O Jardim Secreto - no original The Secret Garden (1911)
- My Robin (1912)
- T. Tembarom (1913)
- O princípe desaparecido - no original The Lost Prince (1915)
- The Little Hunchback Zia (1916)
- The White People (1917)
- The Head of the House of Coombe (1922)
- Robin (1922)